# マシュー・ジュードン
- マシュー・ジュドン

マシュー・ジュードン（Matthew Judon, 1992年8月15日 - ）は、アメリカ合衆国ルイジアナ州バトンルージュ出身のプロアメリカンフットボール選手。現在はフリーエージェント。ポジションはラインバッカー。

## プロキャリア
ジュードンはイースト・ウェスト・シュラインゲームに招待されたが、関節鏡検査で半月板の損傷が発見された後、プレーすることができなかった。彼は、NFLコンバインへの招待を受けた65人のディフェンシブラインマンのうちの1人であり、2年ぶりにグランドバレー州立大学から招待を受け、参加を選択した選手だった。ジュードンは優れた運動能力と強さを発揮し、40ヤードダッシュ（5位）、ベンチプレス（5位）、垂直跳び（4位）でディフェンシブラインマンの中でトップを獲得した。2016年3月15日、彼は他の4人のチームメイトと共に、グランドバレー州立大学のプロデーに参加した。26ものNFLチームのチーム代表者とスカウトが彼のプロデーに参加し、彼は印象的なワークアウトを行ったため、ドラフトストックを上げ、参加したスカウトから多くの賞賛を受けた。ドラフト前のプロセスを通じて、カロライナ・パンサーズ、ニューイングランド・ペイトリオッツ、アリゾナ・カーディナルズ、ニューオーリンズ・セインツ、タンパベイ・バッカニアーズ、フィラデルフィア・イーグルスと個人的なトレーニングやミーティングを行った。ドラフト前のプロセスの終わりに、彼はNFLドラフトの専門家とスカウトによって4巡目で指名されると予想されていた。彼は強さと優れた運動能力を発揮したが、大学ではNCAAディビジョンIIのフットボールをプレーしており、彼のスキルがNFLでも通用するのか懐疑的であったことと、彼の怪我の懸念が、多くのチームが4巡目でピックしなかった原因であった。NFLDraftScout.comでは、14番目に優れたディフェンシブエンドとしてランク付けされた。
| 身長                        | 体重            | 腕 の 長 さ       | 手 の 大 き さ   | 40Yrd ダ ッ シ ュ | 10Yrd ス プ リ ッ ト | 20Yrd ス プ リ ッ ト | 20Yrd シ ャ ト ル | 3 コ 丨 ン ド リ ル | 垂 直 跳 び   | 立 ち 幅 跳 び     | ベ ン チ プ レ ス |
| --------------------------- | --------------- | ----------------- | ---------------- | ----------------- | -------------------- | -------------------- | ----------------- | ------------------- | ------------- | ------------------ | ----------------- |
| 6 ft 3 in (191 cm)          | 275 lb (125 kg) | 33+7⁄8 in (86 cm) | 9+1⁄2 in (24 cm) | 4.73 s            | 1.65 s               | 2.75 s               | 4.52 s            | 7.67 s              | 35 in (89 cm) | 9 ft 1 in (2.77 m) | 30 回             |
| All values from NFL Combine |                 |                   |                  |                   |                      |                      |                   |                     |               |                    |                   |

### ボルチモア・レイブンズ
ボルチモア・レイブンズは、2016年のNFLドラフトの5巡目全体146位でジュードンを指名した。彼は2016年にレイブンズがドラフトした3人目のエッジラッシャーであり、ボイシ州立大学のカマレイ・コレア（2巡目全体42位指名）とBYUのブロンソン・カウフシ（3巡目全体70位指名）に次ぐものだった。

#### 2016年
2016年5月5日、レイブンズはジュードンと 4年259万ドルのルーキー契約を結んだ。
レイブンズは、ジュードンがチームの3-4ディフェンスでは、ディフェンシブエンドよりもアウトサイドラインバッカーとして使う方が適していると判断した。ヘッドコーチのジョン・ハーボーは、レギュラーシーズンを先発出場するベテランのテレル・サッグスとザダリウス・スミスに次ぐバックアップラインバッカーとして彼を指名した。
彼はシーズン開幕戦でビルズと対戦し、プロとしてのレギュラーシーズンデビューを果たし、1タックルアシストでチームの13-7の勝利に貢献した。2016年10月23日、ジュドンは3タックルと２サックを記録したが、クォーターバックであったライアン・フィッツパトリックとジーノ・スミス率いるジェッツに24-16で敗れた。第2クォーターにジーノ・スミスはジュードンからプロキャリア初のサックを受け、前十字靭帯を損傷し、シーズン絶望となった。第14週のペイトリオッツ戦では、ジュードンはシーズン最高の5タックルを記録したが、チームは24-16で敗北している。彼は2016年シーズンの14試合を通して、27タックル（12回のソロ）、4サック、2回のパスカットを記録し、先発出場はなかった。

#### 2017年
2017年シーズン開幕戦のベンガルズ戦で先発メンバーとして出場し、1ソロタックル、1回のパスカットを記録し、レイブンズの20-0の勝利に貢献した。2017年10月15日、ジュードンはキャリア最高となる14タックル（12ソロタックル）を記録し、ベアーズのクォーターバックのミッチェル・トゥルビスキーへのサックも２回記録した。2017年11月19日、レイブンズがパッカーズに23-0で勝利した試合で、彼はタックル7回、2サック、ファンブルフォース１回を記録し、AFCディフェンシブ・プレーヤー・オブ・ザ・ウィークを獲得した 。彼はシーズンを通して、16試合すべてに出場（そのうち12試合に先発出場）し、60タックル（50回のソロタックル）、8サック、3回のパスディフェンス、2回のファンブルフォースを記録した。彼の8サックは、テレル・サッグスの11サックに次ぐものだった。

#### 2018年
2018年、16試合に出場（8試合に先発出場）し、7サック（チーム中2位タイ）、計44タックル、3回のパスディフェンス、１ファンブルフォースを記録した。

#### 2019年
11週目のテキサンズとの対戦で、ジュードンはチーム最高の7タックルと2サックを記録した。14週目のビルズとの対戦では、QBのジョシュ・アレンを1.5回サックした。17週目のスティーラーズとの対戦で、デブリン・ホッジスにストリップサックを記録し、28-10での勝利に貢献した。

#### 2020年
レイブンズは、2020年3月13日にジュードンにフランチャイズタグを付けた。2020年5月28日、ジュードンは1年1680万8000ドルのフランチャイズテンダーにサインした。第4週のワシントン・フットボール・チームとの対戦で、ジュードンは2020年シーズン最初のサックをし、その試合では計２サックを記録し、31-17の勝利に貢献した。
彼は2020年11月COVID-19/リザーブリストに入れられ 、2日後にアクティブとなった 。彼は11月30日に再びCOVID-19リスト入りし、12月9日に再びアクティブとなった。

### ニューイングランド・ペイトリオッツ

#### 2021年
2021年3月19日、ジュードンはニューイングランド・ペイトリオッツと4年5,600万ドルの契約を結んだ。ジュードンは、第11週までにキャリア最高のサック数を上回り、3シーズン連続でプロボウル入りを果たした。

#### 2022年
第5週のデトロイト・ライオンズ戦で2サックを記録するなど29-0の完封勝利に貢献し、AFC週間最優秀守備選手賞を受賞した。シーズン開幕戦から5試合連続してサックを記録した初のペイトリオッツ選手となった。
シーズンを通しては60タックル、キャリアハイの15.5サックを記録して4年連続のプロボウルに選出された。

#### 2023年
上腕二頭筋断裂によって4試合の出場に留まった。

### アトランタ・ファルコンズ

#### 2024年
2024年8月15日、2025年のドラフト3巡指名権との交換で、アトランタ・ファルコンズへトレードされた。

## NFLキャリア成績
| レジェンド | レジェンド   |
| ---------- | ------------ |
| Bold       | キャリアハイ |

| 年       | チーム   | 出場 | 先発 | コンボ | ソロ | アシスト | サック | ファンブルフォース | ファンブルリカバー | Yds | Int | Yds | Avg  | 最長 | TD | パスディフェンド |
| -------- | -------- | ---- | ---- | ------ | ---- | -------- | ------ | ------------------ | ------------------ | --- | --- | --- | ---- | ---- | -- | ---------------- |
| 2016     | BAL      | 14   | 0    | 27     | 12   | 15       | 4.0    | 0                  | 1                  | 3   | 0   | 0   | 0    | 0    | 0  | 2                |
| 2017     | BAL      | 16   | 12   | 61     | 51   | 10       | 8.0    | 2                  | 1                  | 0   | 0   | 0   | 0    | 0    | 0  | 3                |
| 2018     | BAL      | 16   | 8    | 44     | 29   | 15       | 7.0    | 1                  | 0                  | 0   | 0   | 0   | 0    | 0    | 0  | 3                |
| 2019     | BAL      | 16   | 16   | 54     | 43   | 11       | 9.5    | 4                  | 0                  | 0   | 0   | 0   | 0    | 0    | 0  | 0                |
| 2020     | BAL      | 14   | 13   | 50     | 32   | 18       | 6.0    | 0                  | 0                  | 0   | 0   | 0   | 0    | 0    | 0  | 2                |
| 2021     | NE       | 17   | 16   | 60     | 38   | 22       | 12.5   | 0                  | 1                  | -6  | 0   | 0   | 0    | 0    | 0  | 1                |
| 2022     | NE       | 17   | 15   | 60     | 36   | 24       | 15.5   | 2                  | 1                  | 1   | 0   | 0   | 0    | 0    | 0  | 3                |
| 2023     | NE       | 4    | 2    | 13     | 10   | 3        | 4.0    | 0                  | 0                  | 0   | 0   | 0   | 0    | 0    | 0  | 0                |
| 2024     | ATL      | 17   | 15   | 41     | 25   | 16       | 5.5    | 0                  | 0                  | 0   | 1   | 27  | 27.0 | 27   | 1  | 5                |
| NFL：9年 | NFL：9年 | 131  | 97   | 410    | 276  | 134      | 72.0   | 9                  | 4                  | -2  | 1   | 27  | 27.0 | 27   | 1  | 19               |

- 2024年度シーズン終了時